# 車内放送

車内放送（しゃないほうそう）あるいは車内アナウンス（しゃないアナウンス）とは、列車・電車やバスなどの車内で利用客への案内として行われる放送。

## 概要
利用中の乗客に対し、次の停車駅や停留所、乗り換え案内等を周知する。乗務員（車掌または運転士）の重要な業務の一つである。乗務員自らがマイクロフォンを使って直接しゃべるものと、録音済みの自動音声を用いるものがある。

### 日本
日本の鉄道における車内放送は車掌による肉声放送または自動放送が主流で、肉声放送の場合は乗務員スペース（車掌室など）に備えられたハンドセット型マイク、あるいは通称「車掌マイク」とも呼ばれるトークスイッチ付き接話型マイクを使用する。日本の車掌による車内放送は「声のトーンを上げたやや濁声気味の鼻声」という独特のしゃべり方で形容されることが多いが、この理由について鉄道ライターの杉山淳一が2012年に現役車掌に聞いたところ「昔の放送機器は雑音が入りやすく低音が通りにくかったため」「普通の話し声だと、お客さん同士の会話と区別がつかないため」などの理由が挙がったという。
20世紀末になると、ワンマン運転を行う路線、新幹線、大都市の鉄道や地下鉄などを中心に、車掌による肉声放送から自動放送主体に置換えられるようになった。2010年代後半に入り、インバウンド需要への対応を目的として西日本旅客鉄道（JR西日本）や近畿日本鉄道のようにタブレット端末を使用した自動放送も出現している。その一方で、同じインバウンド需要への対応を目的としながら、東海旅客鉄道（JR東海）静岡地区のように、敢えて車掌の肉声による英語での案内放送を行う事例もある。これについては、「まさにザ・日本人の英語という感じ。聞いていて恥ずかしくなる」「流暢ではないけれど、温かみを感じる。臨機応変に対応してもらえる」と賛否が入り混じった議論が巻き起こった。放送言語は日本語・英語の2言語が一般的だが、観光地や空港のある路線ではそれに加えて中国語・韓国語の4か国語での放送を行う例もある（新潟交通の新潟空港連絡リムジンバスではロシア語の放送もある）。
一方、日本のバスにおいては1970年代以降の路線バスにおけるワンマン運転の普及により、早くから運転士の負担減及び乗客へのサービス低下防止のために自動放送が行われるようになった。当初はあらかじめ録音されたアナウンスを8トラックカセットに収録し、車内放送装置を運転士が手動で操作して再生するというものが主流であったが、現在は音節ごとに収録された音声をつなぎ合わせて再生する音声合成放送装置が主流となり、さらに行先表示器や運賃表示器、乗車整理券発券機等と一体化したバス運行支援システムの一部としても使用される。その一方で、運転士がインカム型マイクを装備し肉声による車内放送を行う場合がある。高速バスマーケティング研究所の成定竜一によれば、到着予定時刻など、自動音声での対応に手間がかかる内容や、道路状況など臨機に告知すべき内容を放送しているという。運転士のマイクはバス会社との業務連絡用のマイクを兼ねていることもあり、バス会社とのやりとりがそのまま車内に流れてしまうという事案もある。
なお、鉄道やバスの自動放送音源には様々なナレーターが関わっていることが知られている（後述）。

### ヨーロッパ
ヨーロッパの鉄道では車内放送が全くない列車も多い。特にローカル線の各駅停車の列車では何の案内もなく駅に停車し、何の案内もなく静かに駅を出発する。国際列車や高速列車では現地語と英語によるごく簡単な車内アナウンスがある。
路面電車や地下鉄では車掌を乗せていないワンマン運転であることも多く、録音済の音源により次の駅名と乗り換え路線の案内が繰り返し行われる。
なお、バルセロナ地下鉄には男女の会話形式の車内放送を導入している路線もあり、次の駅名や乗り換え路線の問い合わせに対し案内を行う対話形式となっている。

### アメリカ合衆国
ニューヨーク市内などのバス（MTAやNYCトランジット）では停留所の告知のアナウンスがない。ただし、バス運転手によっては街路（ストリートやアベニュー）や停留所を自らアナウンスしていることもある。
ニューヨーク市地下鉄では駅名について車内で確認できるようになっておりアナウンスがある。新型車両（R142形電車以降）では全自動の放送装置が搭載されている。

## 車内自動放送に音源として係わった人物

### アナウンス
- 有田洋之[16]（日本語）
- 石毛美奈子[17]（日本語）
- 一龍斎貞弥[18]（日本語）
- 大橋俊夫[19]（日本語）
- 岡本洋子[20]（日本語）
- 亀井佐代子[21]（日本語・英語）
- 久野知美[22][23][24]（日本語）
- クリステル・チアリ[25]
- 古賀智子[26]（日本語）
- 堺正幸[25]（日本語）
- 坂本咲子[27]（日本語）
- 下間都代子[28]（日本語）
- ジャネット・マリー・バンティング[28]（英語）
- ジーン・ウィルソン[25]（英語）
- ダヴィーナ・ロビンソン[29]（英語）
- 津田英治[30]（日本語）
- 透千保[31]（日本語）
- 豊田真由美[17]（日本語）
- ドナ・バーク[25]（英語）
- 直井芳枝[32]（日本語）
- 中村啓子[33]（日本語）
- 西村文江[25]（日本語）
- 三浦七緒子[34][25]（日本語）
- 水谷ケイコ[35]（日本語）
- 三宅智恵子[36]（日本語）
- 室井滋[25]（日本語）
- 森谷真弓[25]（日本語）
- 横山明日香[37]（日本語）
- リアド慈英蘭[38]（英語）
- 脇坂京子[25]（日本語）
- 秀平真由美（日本語）

### 作曲
- 黛敏郎
- 向谷実
- 福嶋尚哉